# Anatatha lophonota
Anatatha lophonota är en fjärilsart som beskrevs av George Francis Hampson 1898. Anatatha lophonota ingår i släktet Anatatha och familjen nattflyn. Inga underarter finns listade i Catalogue of Life.